# Fellner a Helmer
Ateliér Fellner a Helmer (Büro Fellner und Helmer, nebo Fellner & Helmer), založený roku 1873, byl koncem 19. století jedním z nejznámějších architektonických ateliérů v Rakousko-Uhersku.

## Dějiny
Majiteli společnosti byli architekti Ferdinand Fellner (1847–1916) a Hermann Helmer (1850–1919) navrhli a vyprojektovali za 43 let své spolupráce více než 200 staveb, které byly následně realizovány především na území tehdejšího Rakouska-Uherska. Většina jimi navržených budov dodnes existuje a nalezneme je v oblasti od Švýcarska po Rusko. Budovy jsou většinou postaveny a vyzdobeny v historizujícím slohu (novorenesance, neoklasicismus, novobaroko), někdy s prvky secese. Častými spolupracovníky ateliéru při výzdobě interiérů i exteriérů budov byli významní umělci té doby – Gustav Klimt, Ernst Klimt, Franz Matsch, Hans Makart, Theodor Friedl a mnozí další.
Specializací ateliéru Fellner a Helmer byly budovy divadelní a koncertní, u nichž se tito architekti zaměřili podstatnou měrou na bezpečnost a funkčnost provozu divadla. Bezpečnostní hlediska začala hrát důležitou roli při stavbě těchto budov poté, co koncem 19. století vyhořela celá řada divadel v Evropě i USA (asi nejtragičtější požár vypukl v roce 1881 v divadle Ringtheater ve Vídni, při němž zahynulo 400 diváků). Právě Ateliér Fellner a Helmer zareagoval na novou poptávku nejrychleji a důraz na bezpečnostní hlediska se stal důležitou součástí jeho firemní pověsti. Díky tomu byli architekti Fellner a Helmer v průběhu let pověřeni návrhem a realizací asi 50 divadelních budov – např. v Záhřebu, Salcburku, Berlíně, Segedíně, Bratislavě, Štýrském Hradci, Curychu, Budapešti a samozřejmě ve Vídni (např. Volkstheater nebo koncertní sál Ronacher). V Sofii v roce 1906 vzniklo podle jejich návrhu Národní divadlo.
Na území dnešní České republiky nalezneme jejich divadelní budovy v Praze (Nové německé divadlo, dnešní Státní opera), Brně (Mahenovo divadlo), Liberci (Divadlo F. X. Šaldy), Jablonci nad Nisou, Mladé Boleslavi (Městské divadlo) a Karlových Varech (Městské divadlo)
Kromě bezpečnostních hledisek byla firma Fellner a Helmer vyhlášena také tím, že měla přijatelné ceny a přesně dodržovala termíny. I díky tomu získali architekti Fellner a Helmer zakázky na řadu dalších staveb různého využití a účelu – projektovali činžovní domy (těch bylo více než 100, asi nejznámější je luxusní obytný komplex Margarethenhof ve Vídni), obchodní domy (těch bylo 27), vily, paláce a zámky (těchto staveb projektovali asi 60, v České republice např. romantická přestavba zámku Žinkovy), hotely, továrny, hvězdárny a lázeňské budovy a kolonády. Výraznou měrou zasáhli tito dva architekti do celkového vzhledu především dvou lázeňských měst – Badenu a Karlových Varů. V Karlových Varech bylo podle jejich plánů vystavěno asi 20 budov. Mezi ty nejznámější patří už výše zmíněné divadlo, a dále Císařské lázně, Grandhotel Pupp, rozhledna Goethova vyhlídka, Kolonáda Sadového pramene, z níž dnes zůstalo již jen torzo a litinová Vřídelní kolonáda, která již neexistuje – na počátku druhé světové války byla rozebrána a materiál z ní využit pro válečné účely.

## Stavby v Čechách a na Moravě
- 1880, Karlovy Vary, Sadová kolonáda
- 1882, Brno, Městské (dnes Mahenovo) divadlo
- 1883, Liberec, Městské divadlo (Stadttheater)
- 1883, Karlovy Vary, Tržní kolonáda
- 1886, Karlovy Vary, Městské divadlo, budova pavilónu sportů
- 1887, Praha, Státní opera (původně jako Neues deutsches Theater)
- 1891-1892, Pavlovice u Přerova (zámek)
- 1893, Plzeň, Hotel Slovan (Hotel Waldeck)
- 1895, Karlovy Vary, Císařské lázně (Lázně I)
- 1895, Praha – Olšanské hřbitovy, Hrobka rodiny průmyslníka Františka von Waldeka, (se sochou od Caspara von Zumbusch)
- 1897, Žinkovy, zámek
- 1903, Karlovy Vary, Hotel Ambassador, po roce 1930 Národní dům/Volkshaus, po roce 2010 opět s původním názvem
- 1904, Koryčany, Vila Thonet
- 1904-05, Mariánské Lázně, Městské divadlo - přestavba
- 1907, Jablonec nad Nisou, Městské divadlo
- 1909, Mladá Boleslav, Městské divadlo
- 1913, Karlovy Vary, Grandhotel Pupp

## Galerie

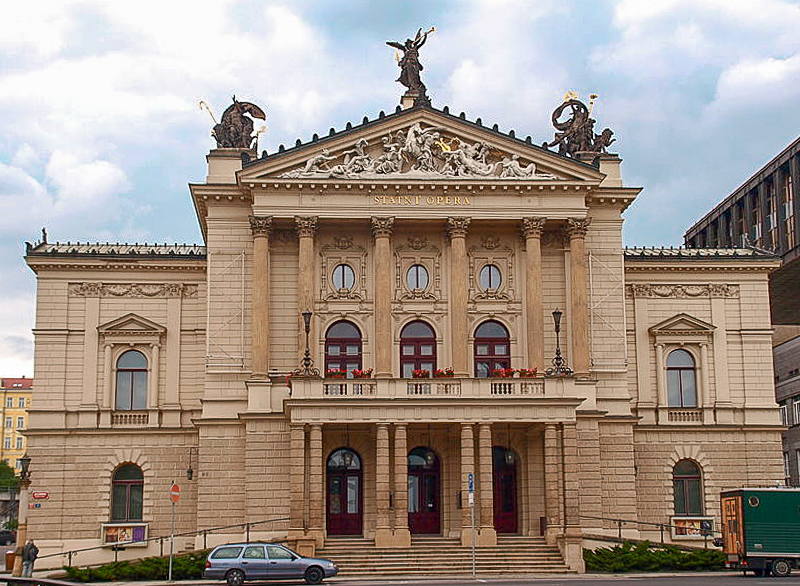
Neues Deutsches Theater (dnes Státní opera) v Praze
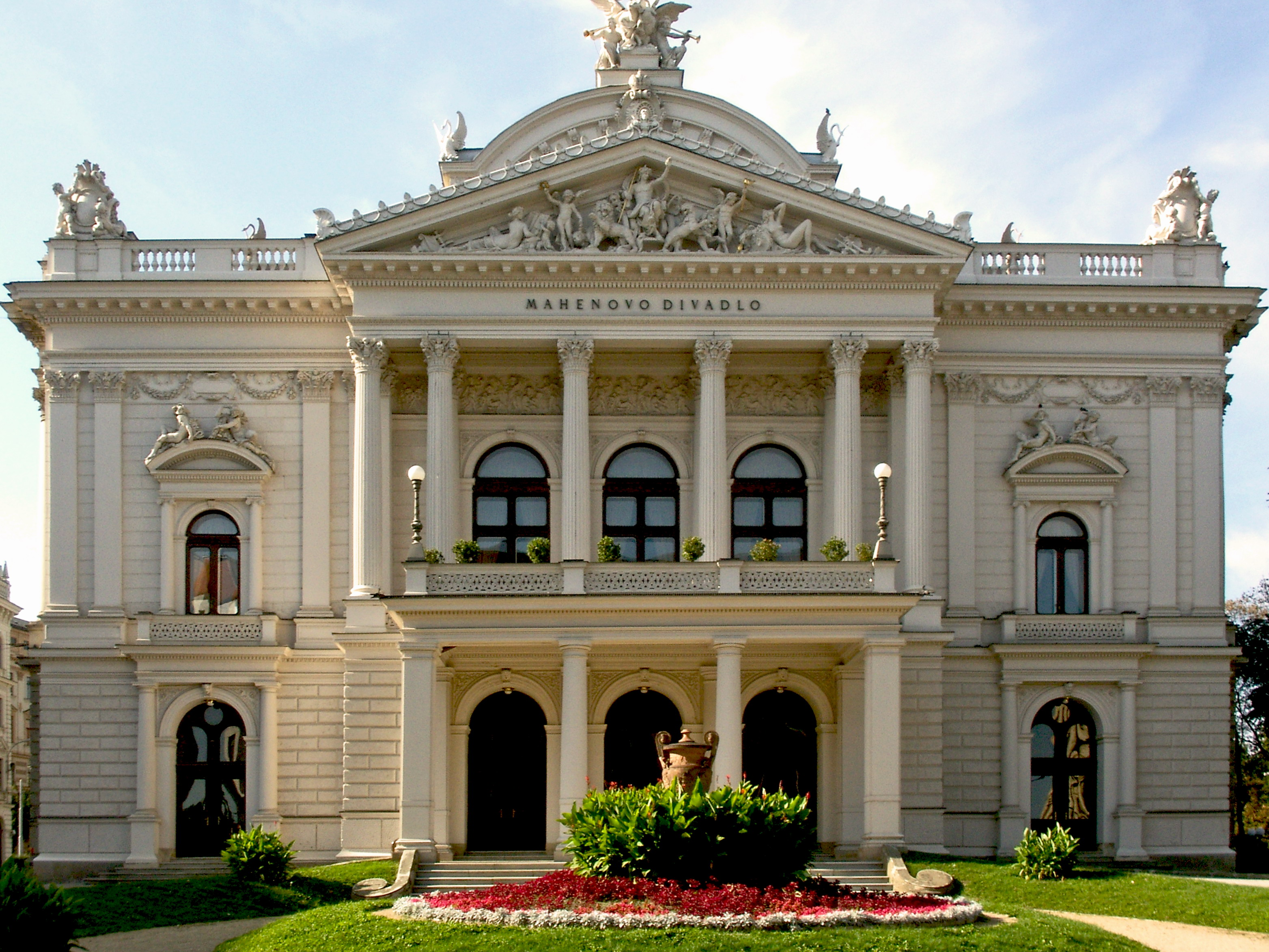
Mahenovo divadlo v Brně, první elektricky osvětlené divadlo v Evropě.
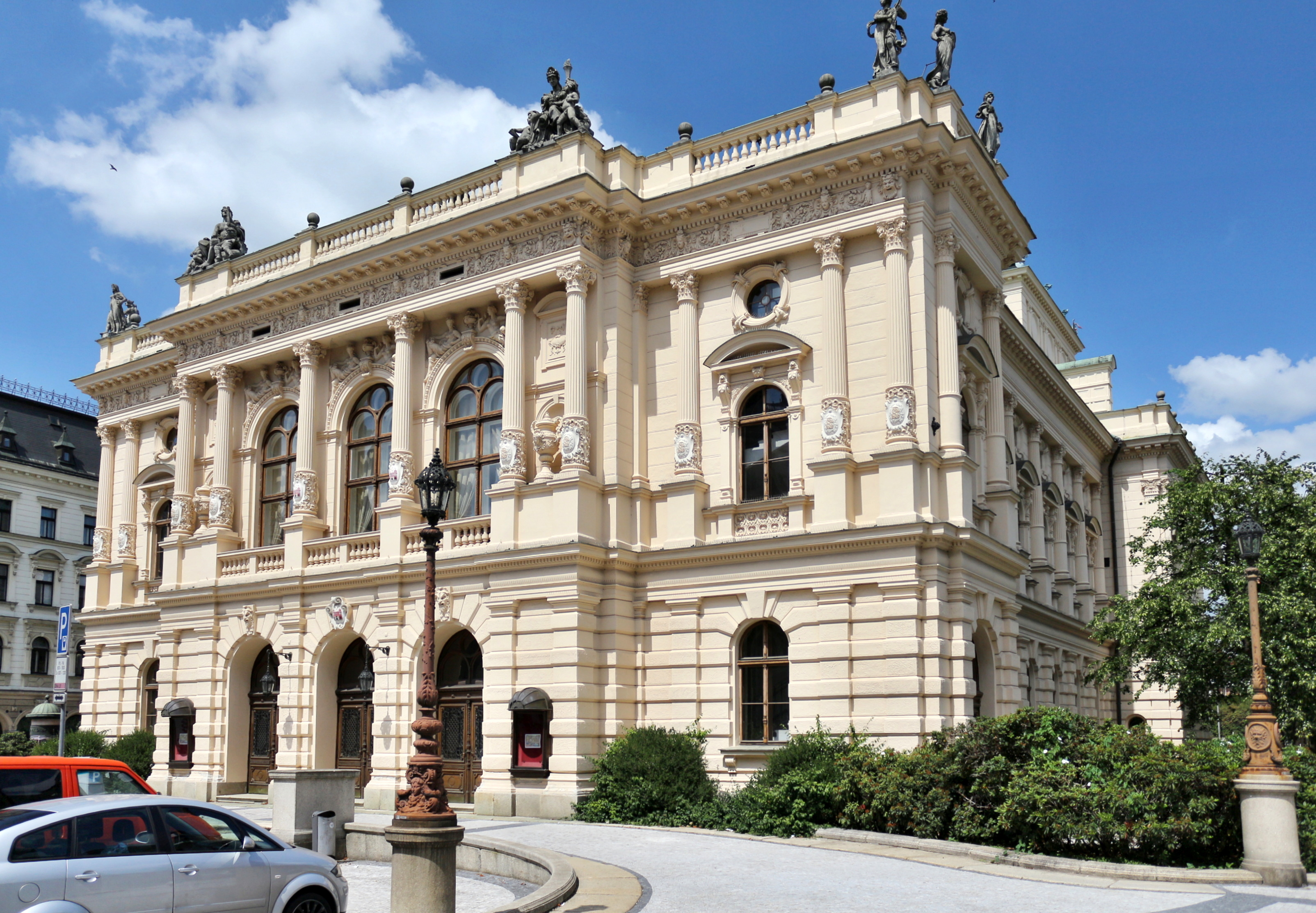
Divadlo F. X. Šaldy v Liberci.
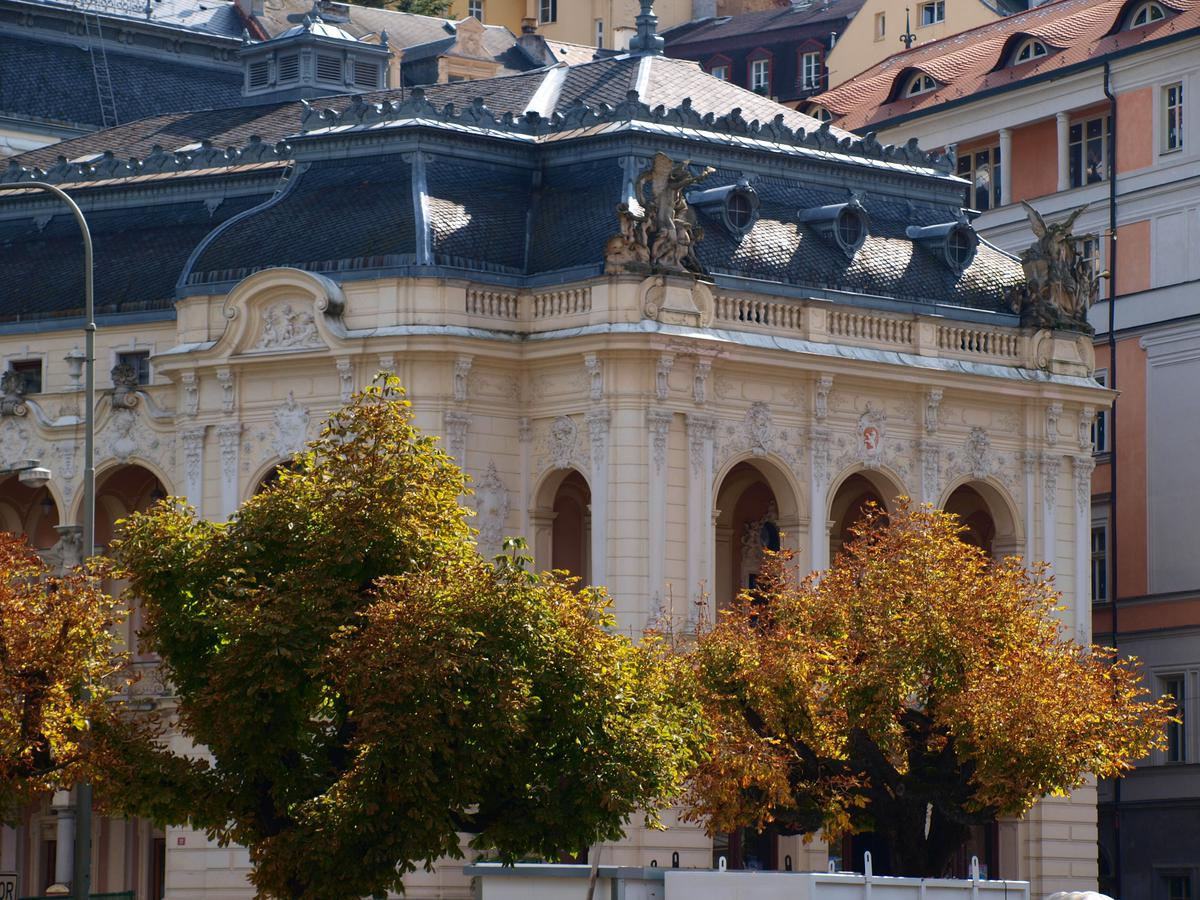
Divadlo v Karlových Varech
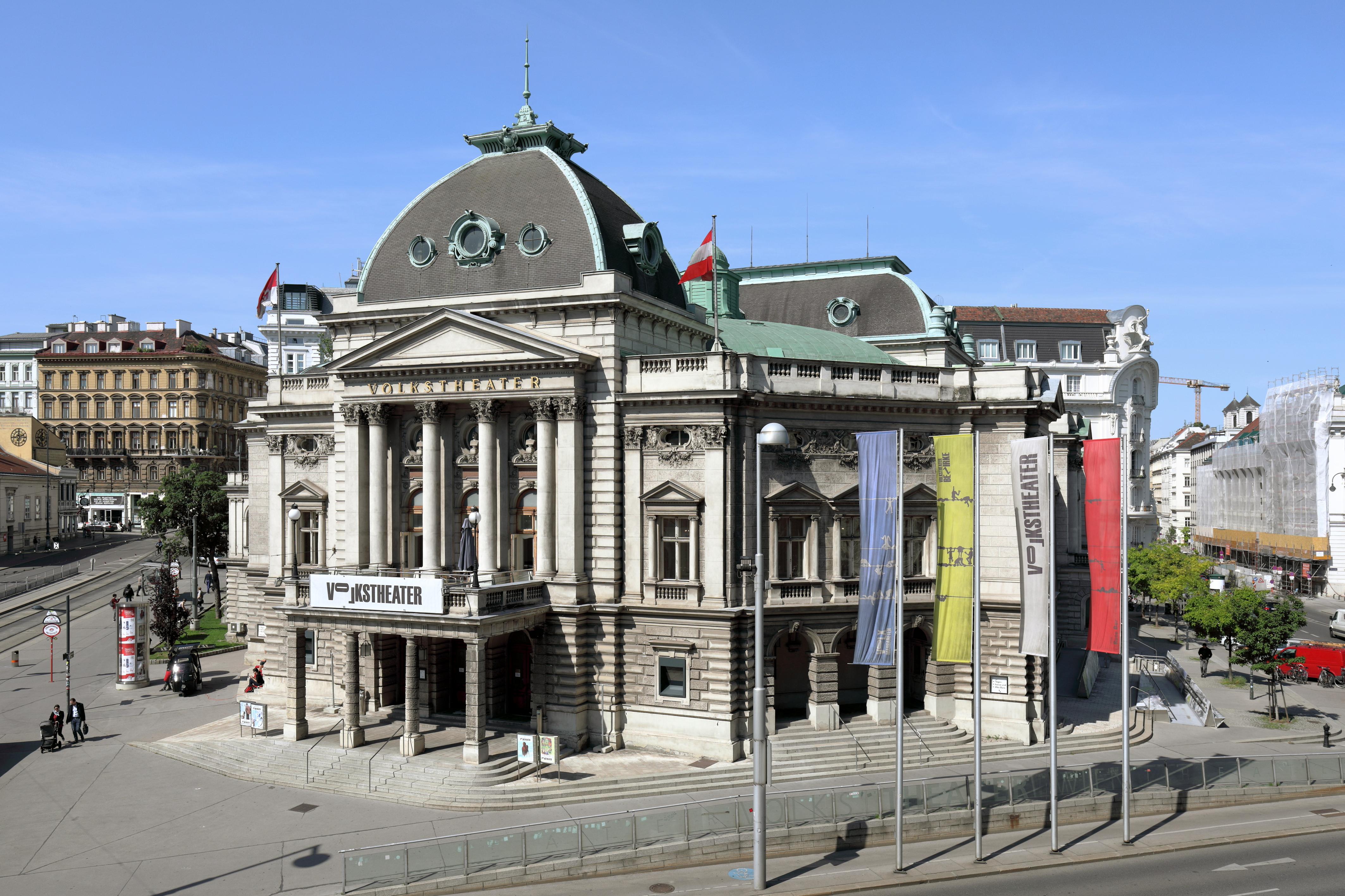
Volkstheater ve Vídni
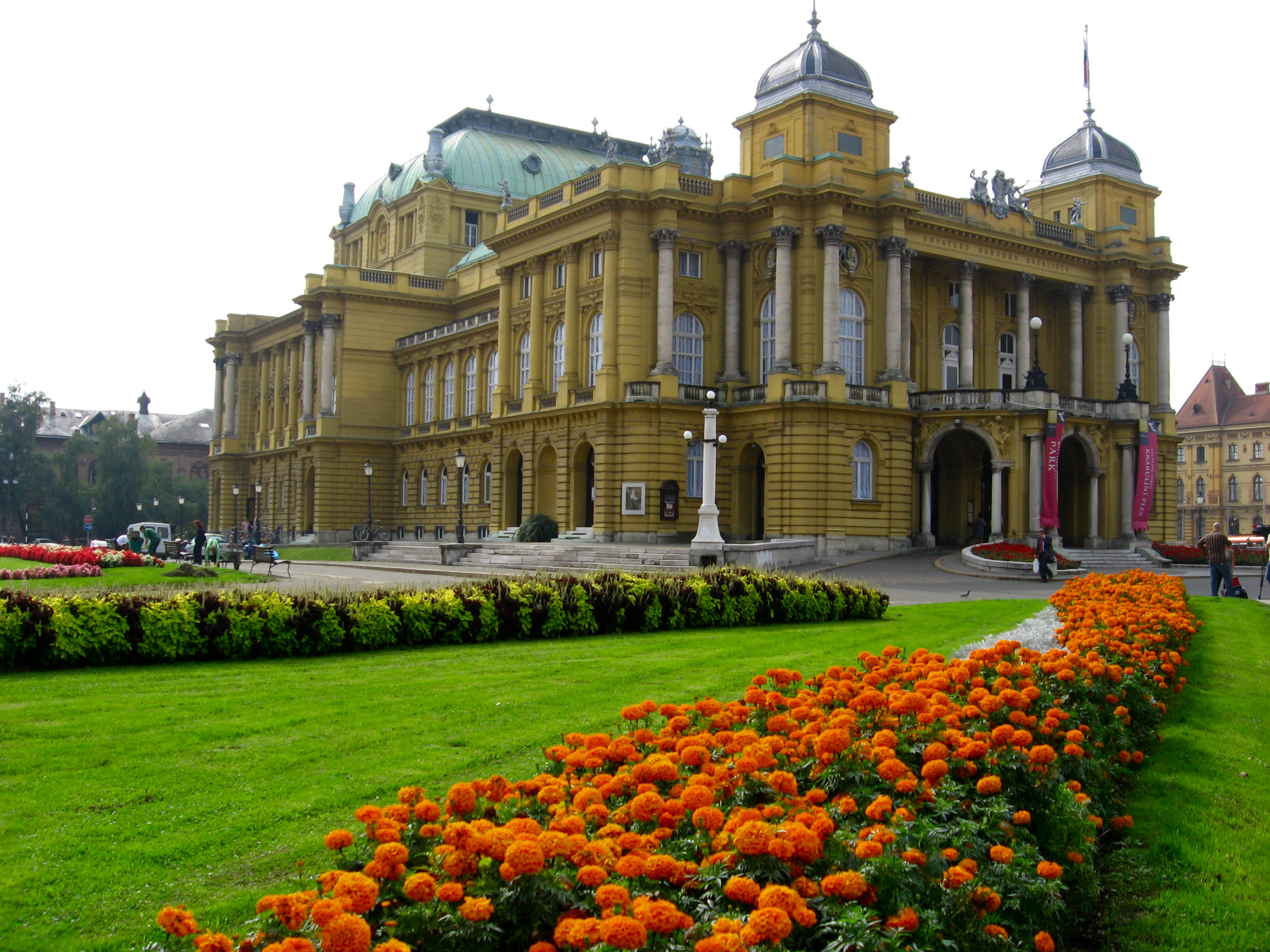
Chorvatské národní divadlo v Záhřebu.
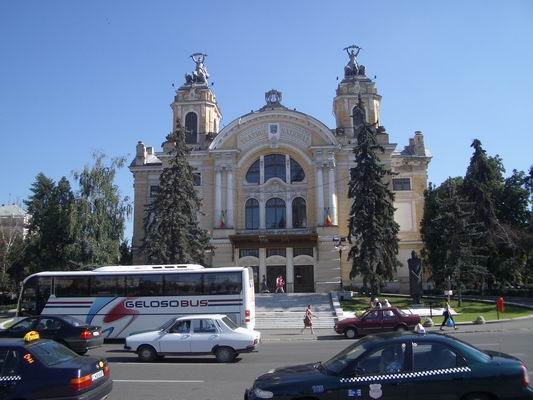
Národní divadlo v Cluj-Napoca, Rumunsko.
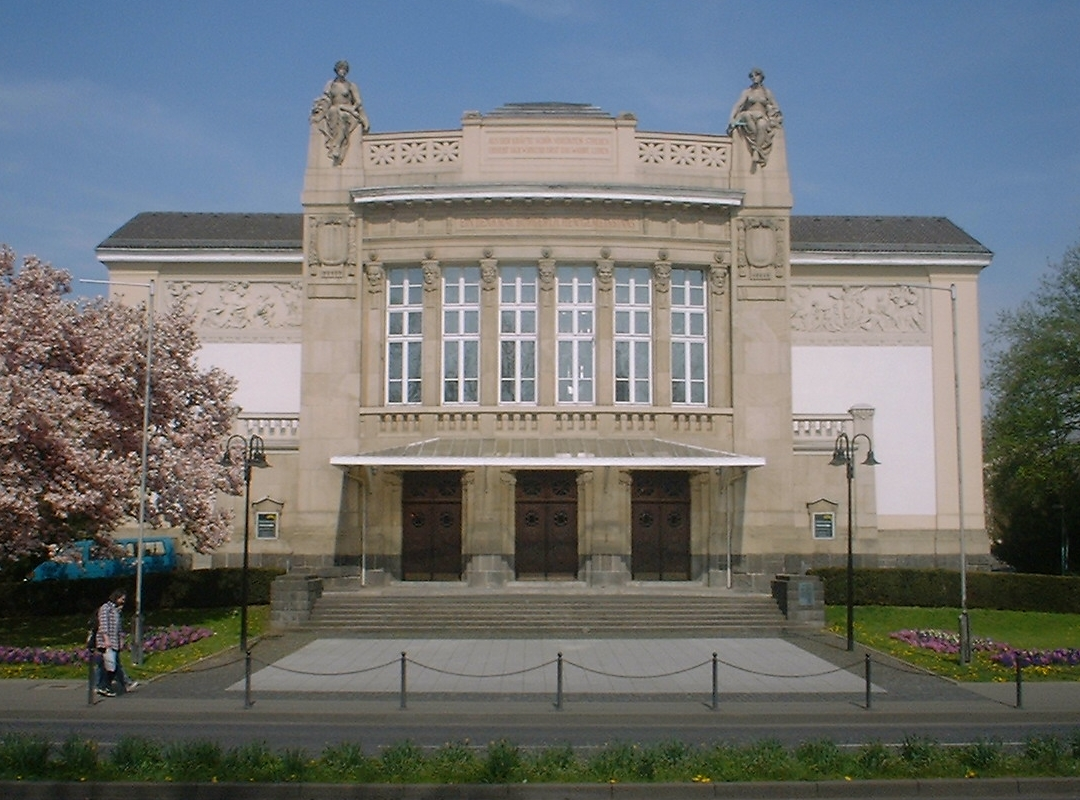
Městské divadlo Giessen, Německo (1907).
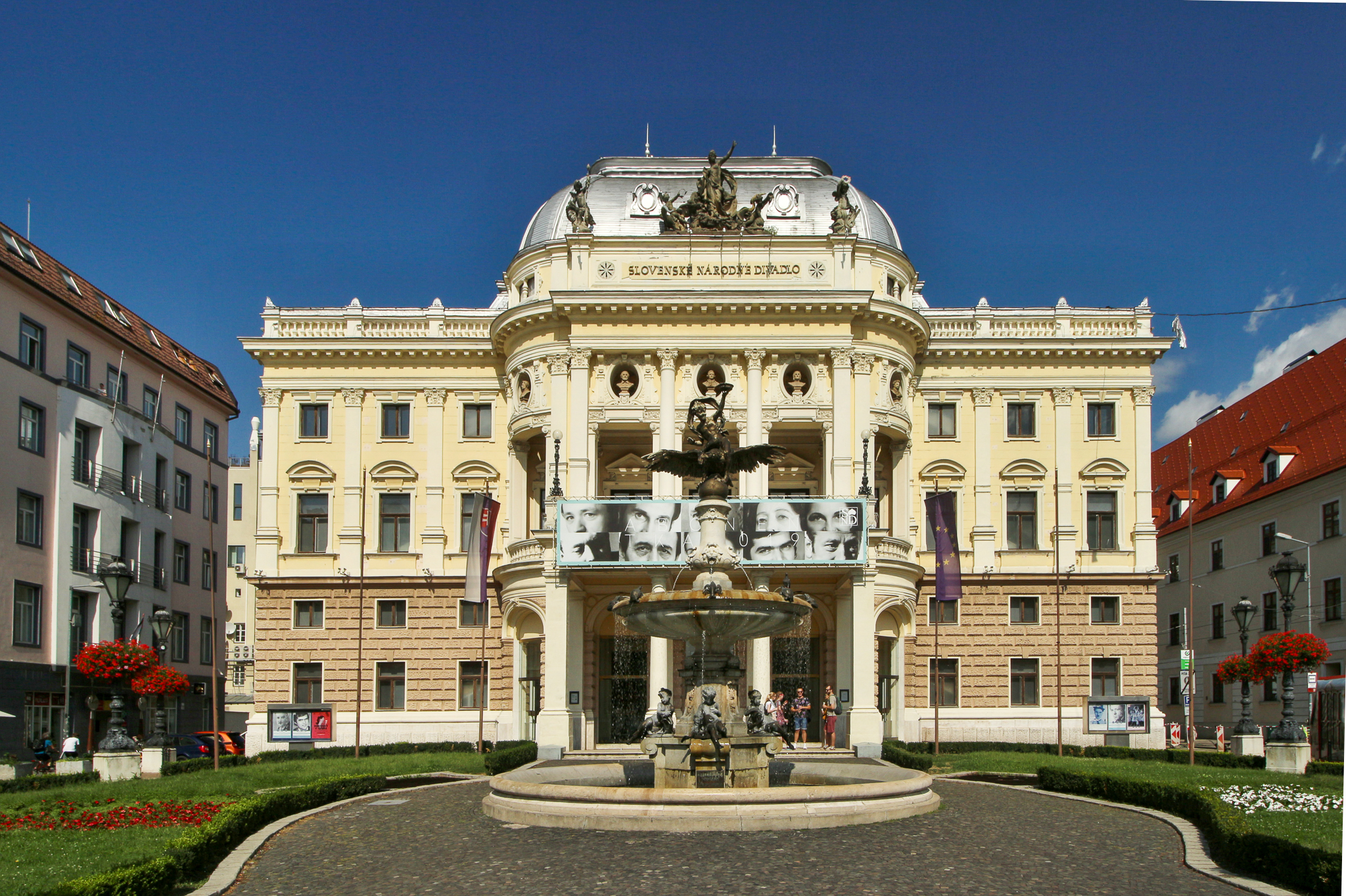
Stará budova Slovenského národního divadla

## Občanské sdružení Společnost F. Fellnera a H. Helmera
V roce 1991 byla založena v Karlových Varech Občanské sdružení Společnost F. Fellnera a H. Helmera Ottou Němcem a Martinem Loydou. Tato společnost od roku 1991 do roku 2019, kdy zemřel zakladatel a president společnosti Otto Němec, vyvíjela řadu kulturních aktiv, přednášek a propagačních činností pro větší známost stavitelů Fellner a Helmer.